# Stazione di Hakata
La stazione di Hakata (博多駅?, Hakata-eki) è la principale stazione ferroviaria di Fukuoka, e si trova nella zona di Hakata. È il terminale ovest del Sanyō Shinkansen e il terminale nord del Kyūshū Shinkansen.

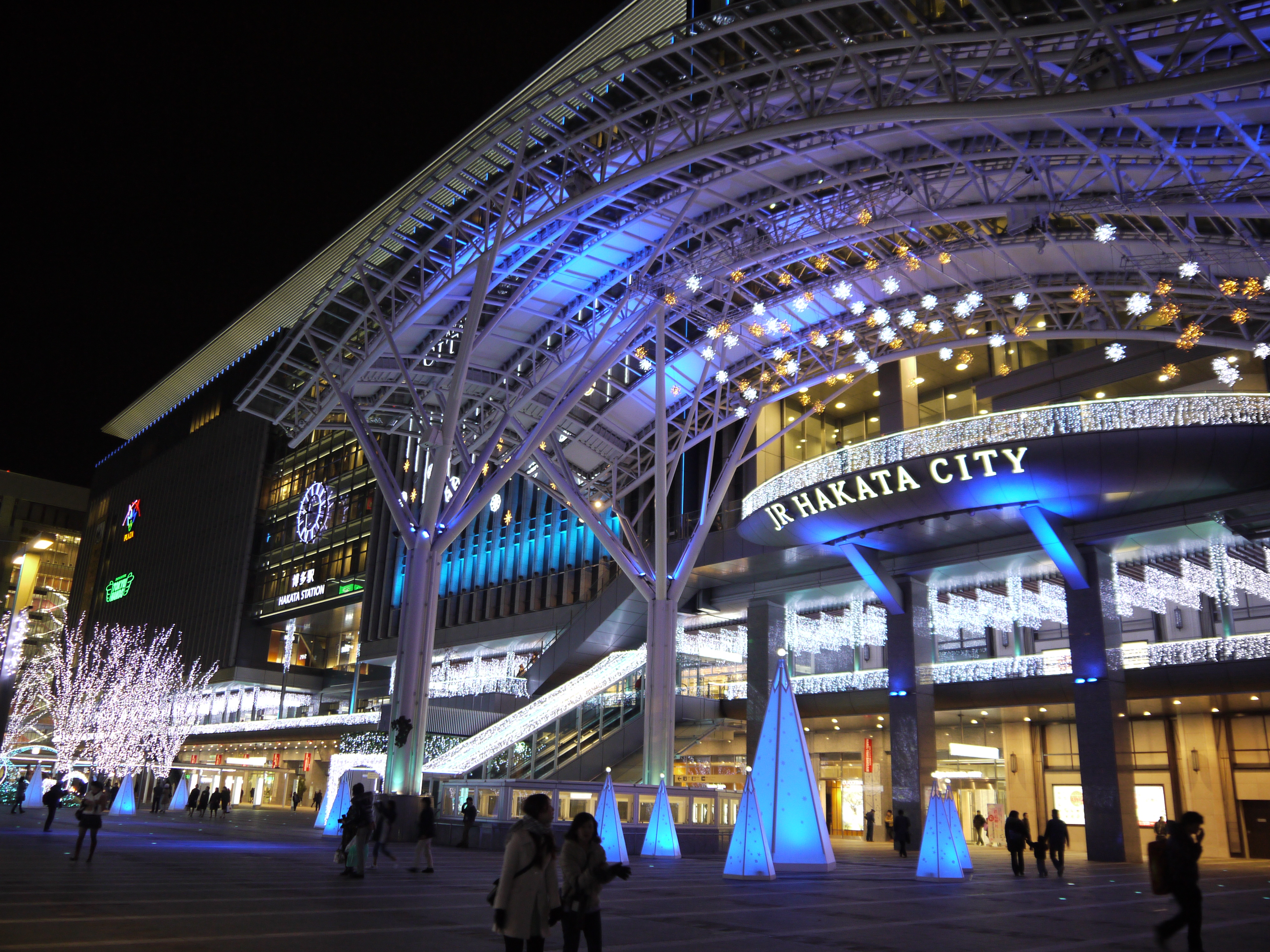
Una vista serale

## Storia
La stazione venne aperta nel 1889, circa 600 metri a nord del luogo in cui si trova attualmente, fu spostata nel 1963 e nel 1975 divenne il terminale del Sanyō Shinkansen. Nel 2011 è stata inaugurata la linea Kyūshū Shinkansen che parte proprio dalla stazione di Hakata, anche se alcuni treni provengono dalla stazione di Shin-Ōsaka, e termina presso la stazione di Kagoshima-Chūō. Con essa è stata anche riqualificata l'intera stazione.

## Linee

### Treni
JR West
 Sanyō Shinkansen
■ Linea Hakata-Minami
 JR Kyushu
■ Linea Fukuhoku-Yutaka (servizio ferroviario)
■ Linea principale Kagoshima
 Kyūshū Shinkansen

### Metropolitana
Metropolitana di Fukuoka
 Linea Kūkō

## Strutture e impianti
| Bin.                    | Linea                        | Direzione                      | Destinazioni                            | Note                                    |
| ----------------------- | ---------------------------- | ------------------------------ | --------------------------------------- | --------------------------------------- |
| 1-2                     | ■ Linea principale Kagoshima | Nord                           | Kashii, Akama, Kokura e Ōita            |                                         |
| 3-4                     | ■ Linea principale Kagoshima | Nord                           | Kashii, Akama e Kokura                  |                                         |
| 3-4                     | ■ Linea principale Kagoshima | Sud                            | Saga, Nagasaki, Huis Ten Bosch e Sasebo | Espressi limitati per Nagasaki e Sasebo |
| 5-6                     | ■ Linea principale Kagoshima | Sud                            | Futsukaichi, Tosu, Kurume e Ōmuta       |                                         |
| 7                       | ■ Linea principale Kagoshima | Sud                            | Futsukaichi, Tosu, Kurume e Ōmuta       |                                         |
| ■ Linea Fukuhoku-Yutaka | ■ Linea Fukuhoku-Yutaka      | Sasaguri, Shin-Iizuka e Nōgata |                                         |                                         |
| ■ Linea Fukuhoku-Yutaka | ■ Linea Fukuhoku-Yutaka      | Sasaguri, Shin-Iizuka e Nōgata | 8                                       | Binario di termine corsa                |